# Tavia nycterina
Tavia nycterina är en fjärilsart som beskrevs av Jean Baptiste Boisduval 1833. Tavia nycterina ingår i släktet Tavia och familjen nattflyn. Inga underarter finns listade i Catalogue of Life.